# Національний стадіон (Лагос)
Національний стадіон (англ. National Stadium) — багатофункціональний стадіон, розташований в районі Сурулере в Лагосі, Нігерія. Включає арену олімпійського розміру для проведення змагань з плавання, а також комплексну арену для футболу, баскетболу, волейболу, плавання, настільного тенісу, легкої атлетики, боксу і боротьби.
Був центральним стадіоном Всеафриканських ігор 1973 року, тут проходили фінальні матчі національних збірних з футболу Кубка африканських націй 1980 року і Кубка африканських націй 2000 року, матчі відбіркового турніру чемпіонату світу з футболу за участю збірної Нігерії.

## Історія
Національний стадіон був побудований в районі Сурулере в 1972 році за рішенням військової адміністрації Якубу Говона як головна арена запланованих у місті великих міжнародних змагань — Всеафриканських ігор 1973 року в Лагосі. У 1980 році стадіон прийняв фінал Кубка африканських націй, при цьому у фінальному матчі між збірними Нігерії та Алжиру тут був зареєстрований рекорд відвідуваності — 85 тисяч осіб.
У 1989 році стадіон прийняв чемпіонат Африки з легкої атлетики, у змаганнях взяли участь 308 легкоатлетів з 27 країн.
Спочатку стадіон мав місткість 55 тисяч чоловік, але після проведеної в 1999 році реконструкції став вміщувати 45 тисяч. В цей час тут пройшли матчі чемпіонату світу з футболу серед молодіжних команд 1999 року.
У 2000 році на стадіоні знову пройшов фінал Кубка африканських націй, у вирішальному матчі між збірними Нігерії та Камеруну трибуни знову були повністю заповнені глядачами.
Аж до 2004 року збірна Нігерії проводила свої матчі на полі Національного стадіону у Лагосі, але потім стадіон з невідомих причин був покинутий і прийшов в запустіння. Час від часу тут проходили різні культурні та релігійні заходи, деякий час споруди стадіону були захоплені сквотерами і малолітніми бандами area boys. Нігерійська збірна при цьому переїхала на відкритий у 2003 році новий Національний стадіон в Абуджі, столиці країни.
У 2009 році Національна спортивна комісія Нігерії ухвалила рішення повернути стадіону статус спортивної арени світового класу.

## МатчіКубків африканських націй

### КАН-1980
| № | Дата            | Суперники              | Результат | Раунд              | Глядачів |
| - | --------------- | ---------------------- | --------- | ------------------ | -------- |
| 1 | 8 березня 1980  | Нігерія — Танзанія     | 3 — 1     | Груповий етап      | 80.000   |
| 2 | 8 березня 1980  | Єгипет — Кот-д'Івуар   | 2 — 1     | Груповий етап      | 80.000   |
| 3 | 12 березня 1980 | Єгипет — Танзанія      | 2 — 1     | Груповий етап      | 55.000   |
| 4 | 12 березня 1980 | Нігерія — Кот-д'Івуар  | 0 — 0     | Груповий етап      | 80.000   |
| 5 | 15 березня 1980 | Кот-д'Івуар — Танзанія | 1 — 1     | Груповий етап      | 70.000   |
| 6 | 15 березня 1980 | Нігерія — Єгипет       | 1 — 0     | Груповий етап      | 70.000   |
| 7 | 19 березня 1980 | Нігерія — Марокко      | 1 — 0     | Півфінал           | 70.000   |
| 8 | 21 березня 1980 | Марокко — Єгипет       | 2 — 0     | Матч за 3-тє місце | 3.000    |
| 9 | 22 березня 1980 | Нігерія — Алжир        | 3 — 0     | Фінал              | 80.000   |

### КАН-2000
| №  | Дата           | Суперники         | Результат          | Раунд         | Глядачів |
| -- | -------------- | ----------------- | ------------------ | ------------- | -------- |
| 10 | 23 січня 2000  | Нігерія — Туніс   | 4 — 2              | Груповий етап | 80.000   |
| 11 | 25 січня 2000  | Марокко — Конго   | 1 — 0              | Груповий етап | 8.000    |
| 12 | 28 січня 2000  | Нігерія — Конго   | 0 — 0              | Груповий етап | 60.000   |
| 13 | 28 січня 2000  | Туніс — Марокко   | 0 — 0              | Груповий етап | 5.000    |
| 14 | 2 лютого 2000  | Замбія — Сенегал  | 2 — 2              | Груповий етап | 2.000    |
| 15 | 3 лютого 2000  | Нігерія — Марокко | 2 — 0              | Груповий етап | 60.000   |
| 16 | 7 лютого 2000  | Нігерія — Сенегал | 2 — 1              | Чвертьфінал   | 60.000   |
| 17 | 10 лютого 2000 | Нігерія — ПАР     | 2 — 0              | Півфінал      | 60.000   |
| 18 | 13 лютого 2000 | Нігерія — Камерун | 2 — 2 (3 — 4 пен.) | Фінал         | 60.000   |